# Lasaeola
Lasaeola là một chi nhện trong họ Theridiidae.